# Olivier de la Marche

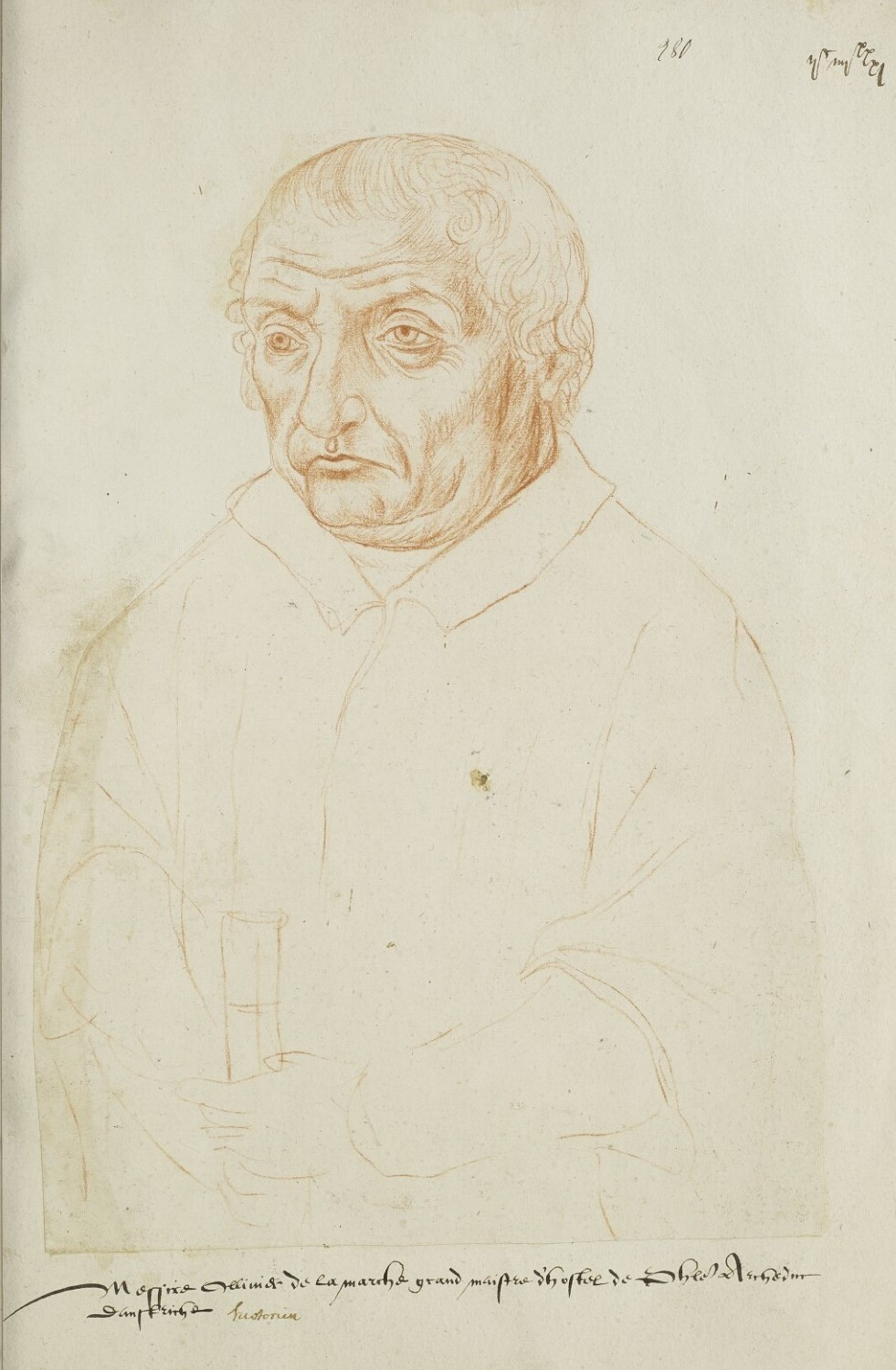
Olivier de la Marche.

Olivier de la Marche, (Castillo de La Marche, Franco Condado, 1425-Bruselas, 1502) fue un oficial y cronista de la corte de Borgoña. Sus Memorias de Messire Olivier de la Marche se publicaron en Lyon en 1562.
Primer chambelán de Felipe el Bueno primero y luego de Carlos el Temerario en el Ducado de Borgoña, fue testigo de la disputa de Flandes entre el reino de Francia y la dinastía de los Habsburgo a finales del siglo XV. La región ocupaba entonces un lugar estratégico y central dentro del imperio que Carlos V y sus sucesores deseaban fuera hegemónico.
De origen plebeyo, fue armado caballero durante la batalla de Montlhéry, en 1465.

## Obras
- 1483 - El caballero determinado ("Le chevalier délibéré"): Novela alegórica que exalta la figura de Carlos el Temerario.
- 1562 - Memorias de Messire Olivier de la Marche ("Mémoires de Messire Olivier de la Marche"[1]): Crónica que abarca el periodo de 1435 a 1492 y publicada póstumamente. Otra edición de esta obra fue hecha por la Société de l'Histoire de France entre 1883 y 1888 y es fundamental para conocer algunas de las costumbres de la época, desde la gastronomía hasta las fiestas.
- El ornamento y triunfo de las Damas de Honor ("Le Parement et le Triomphe des Dames d'Honneur")
- El manantial del Honor para mantener la elegancia corporal de las Damas ("La Source d'Honneur pour maintenir la corporelle élégance des Dames")
- Tratado y opiniones de algunos gentilhombres acerca de los duelos y prendas de batalla ("Traité et Avis de quelques gentilhommes sur les duels et gages de bataille")
- Tratado sobre el modo de celebrar la noble fiesta del Toisón de oro ("Traité de la Manière de célébrer la noble fête de la Toison d'or")

## Otros datos
Saint-Martin-en-Bresse (Saône-et-Loire) cuenta con un Colegio de Educación Secundaria que lleva el nombre de Olivier de la Marche.